# Selenicereus monacanthus
Selenicereus monacanthus je vrsta biljke iz porodice kaktusa. Potiče s Venecuele.

## Opis
Ova biljka ne podnosi direktno sunce i mora biti u sjeni. Minimalna temperatura bi trebala biti 12°C. Ima bijele cvjetove, pri bazi pomalo ili potpuno ružičaste. U promjeru su 30 cm dugi. Plod je crven s ljubičastom pulpom. Stabljika je zelenkastosiva bez grbavih ivica.

## Sinonimi
- Cereus lemairei Hook.
- Cereus monacanthus Lem.
- Cereus polyrhizus F.A.C.Weber
- Cereus scandens Salm-Dyck
- Cereus schomburgkii Otto ex K.Schum.
- Cereus trinitatensis Lem. & Herment
- Cereus venezuelensis (Britton & Rose) Werderm.
- Hylocereus estebanensis Backeb.
- Hylocereus lemairei (Hook.) Britton & Rose
- Hylocereus monacanthus (Lem.) Britton & Rose
- Hylocereus peruvianus Backeb.
- Hylocereus polyrhizus (F.A.C.Weber) Britton & Rose
- Hylocereus scandens (Salm-Dyck) Backeb.
- Hylocereus schomburgkii (Otto ex K.Schum.) Backeb.
- Hylocereus trinitatensis (Lem. & Herment) A.Berger
- Hylocereus venezuelensis Britton & Rose
- Wilmattea venezuelensis Croizat

## Drugi projekti
|  | Zajednički poslužitelj ima još gradiva o temi Hylocereus monacanthus |
|  | Wikivrste imaju podatke o taksonu Hylocereus monacanthus             |